# Žleby
Žleby (deutsch Schleb) ist eine Gemeinde im Okres Kutná Hora in der Mittelböhmischen Region, Tschechien. Sie liegt etwa 18 km südöstlich von Kutna Hora und 7 km östlich von Čáslav am Fluss Doubrava, das tief eingegrabene Flussbett gab dem Ort auch seinen Namen (žlab = Trog).

## Geographie
Žleby befindet sich in der Čáslavská kotlina (Czaslauer Becken) an der Einmündung der Hostačovka in die Doubrava. Nördlich erhebt sich der Šibeniční vrch (263 m n.m.). Durch den Ort verläuft die Straße II/337 zwischen Čáslav und Třemošnice. Žleby liegt an der Bahnstrecke Čáslav–Třemošnice, der westlich des Ortskerns befindliche Bahnhof Žleby ist als Spitzkehrbahnhof angelegt.
Nachbarorte sind Buda, Šmolcov, Bažantnice, Vrdy und Vinice im Norden, Vinaře, Tuchov und Bousov im Nordosten, Ronov nad Doubravou im Osten, Biskupice im Südosten, Kamenné Mosty, Zehuby, Velký Dvůr und Hostovlice im Süden, Medun, Horky und Potěhy im Südwesten, Bažantnice u Sv. Anny, Drobovice und Markovice im Westen sowie Ksiny, Skovice, Koudelov und Horní Bučice im Nordwesten.

## Geschichte
Die Geschichte des Ortes ist eng mit dem Schloss und der zugehörigen Herrschaft verbunden. Die erste schriftliche Erwähnung des Dorfes stammt aus dem Jahr 1278, als Heinrich von Lichtenburg die erste Burg errichtete. Im Laufe der Zeit wurde der Ort als Broden (1290), Slewen (1322), Zlebin (1327), Sleb, Slebin bezeichnet. Das heute wiederverwendete Wappen erhielt der Ort bei seiner Erhebung zum Städtchen im Jahr 1356, damals befand sich die Herrschaft im Besitz von Kaiser Karl IV. Die Freiherren von Kaiserstein, die die Herrschaft zum Ende des 17. Jahrhunderts erworben hatten, ließen 1697 das Stadtwappen in ihre Farben ändern; auf dem schwarzen Schild erschien ein goldener Löwe mit einer goldenen Lilie. Zu den weiteren Besitzern gehörten ab 1736 Josef von Schönfeld und ab 1746 die Fürsten Auersperg. 1848 umfasste die Herrschaft Žleby 20 Dörfer.
Nach der Aufhebung der Patrimonialherrschaften bildete Žleby eine Marktgemeinde im Gerichtsbezirk Časlau. Ab 1868 gehörte Žleby zum Bezirk Časlau. Mit dem Tod von Ferdinand Maria Auersperg erlosch 1942 der Familienzweig im Mannesstamme, Erbe des Schlosses und der zugehörigen Güter wurde sein Schwiegersohn Josef von Trauttmansdorff. Seine Besitzungen in der Tschechoslowakei wurden 1945 durch die Beneš-Dekrete konfisziert und verstaatlicht. Im Zuge der Gebietsreform von 1960 wurde der Okres Čáslav aufgehoben; Žleby wurde dem Okres Kutná Hora zugeordnet, zugleich erfolgte die Eingemeindung von Zehuby (mit Kamenné Mosty).

## Gemeindegliederung
Die Gemeinde Žleby besteht aus den Ortsteilen Kamenné Mosty (Steinbruck), Markovice (Markowitz), Zehuby (Sehub) und Žleby (Schleb). Zu Žleby gehören außerdem die Ansiedlungen Bažantnice u Sv. Anny, Buda, Ksiny und Velký Dvůr.
Das Gemeindegebiet gliedert sich in die Katastralbezirke Zehuby und Žleby.

## Sehenswürdigkeiten
- Schloss Žleby (Schloss Schleb)
- Kirche der Mariä Geburt aus der zweiten Hälfte des 18. Jahrhunderts
- Kapelle zum hl. Kreuz mit Familiengruft der Adelsfamilie Auersperg, erbaut 1822 neben der Kirche für Karl Fürst von Auersperg. Die fürstliche Gruft wurde bis zum Beginn des 20. Jahrhunderts genutzt und durch die 1912 in Markovice neu errichtete Grabkapelle ersetzt.
- Kapelle der Heiligen Dreifaltigkeit
- Glockenturm auf einem Hügel
- Kalvarienberg
- Statue des hl. Johannes Nepomuk
- Säule mit einer Statue der Jungfrau Maria
- Neugotisches Rathaus aus 1881
- Steinerne Brücke in Kamenné Mosty

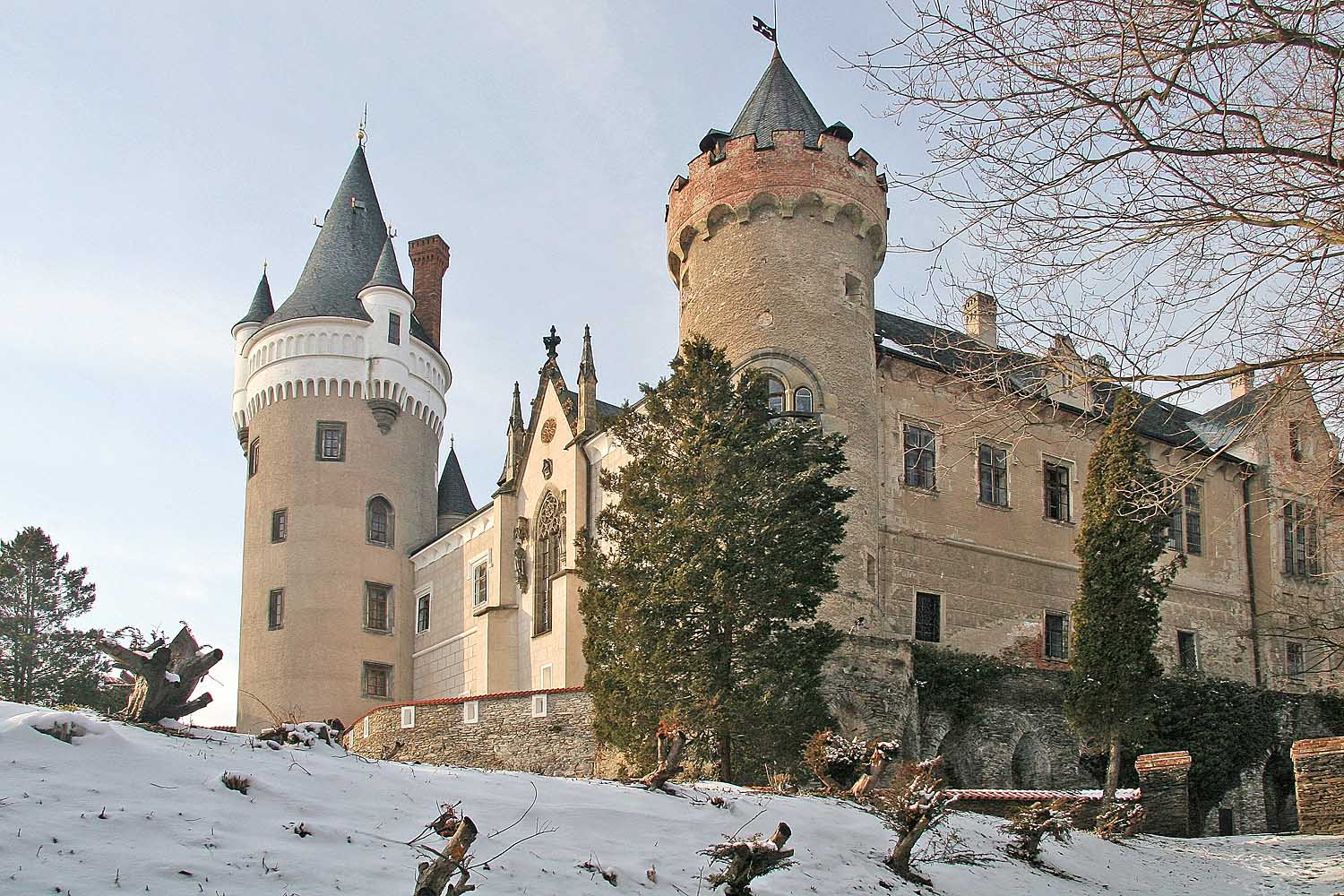
Schloss Žleby
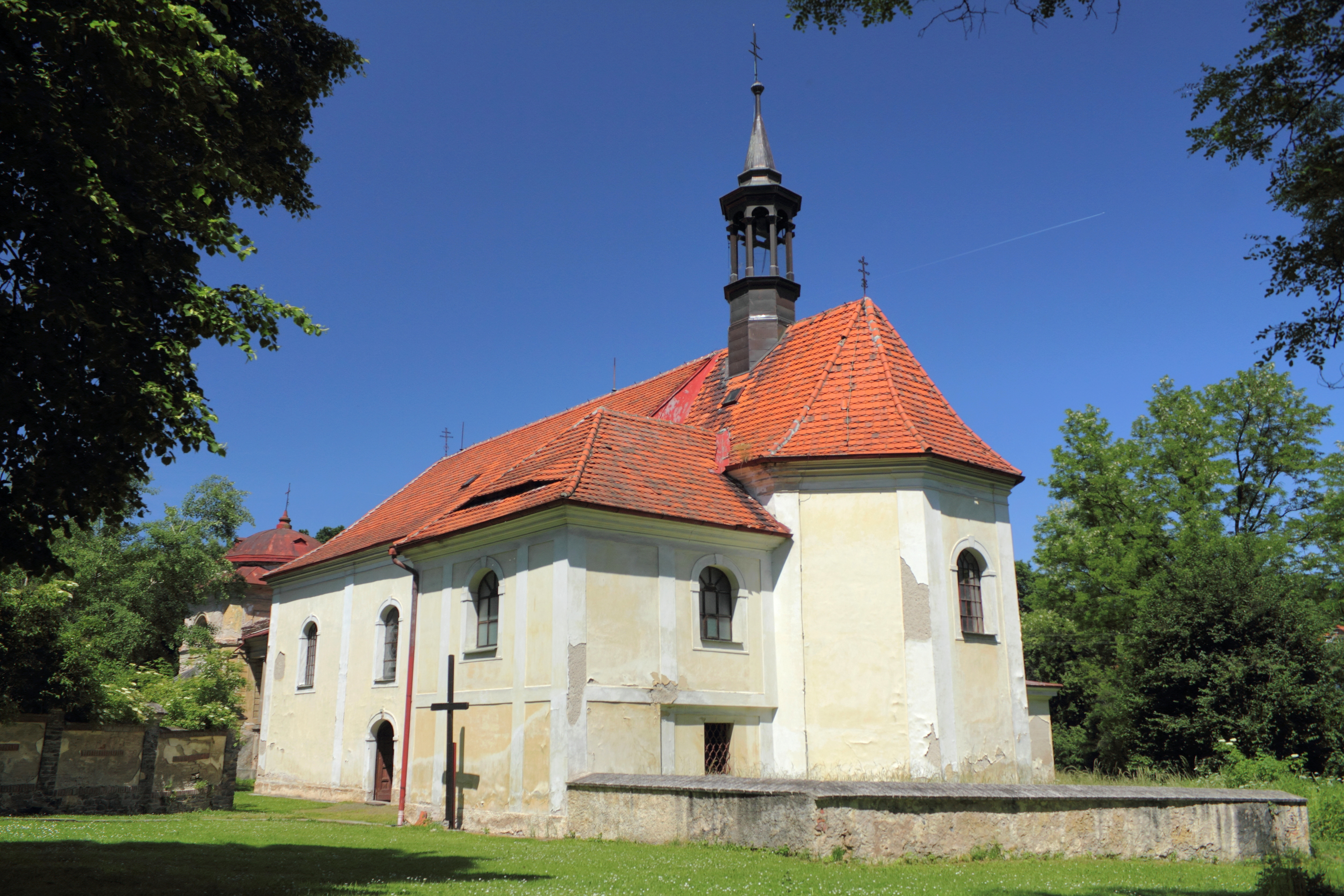
Kirche Mariä Geburt
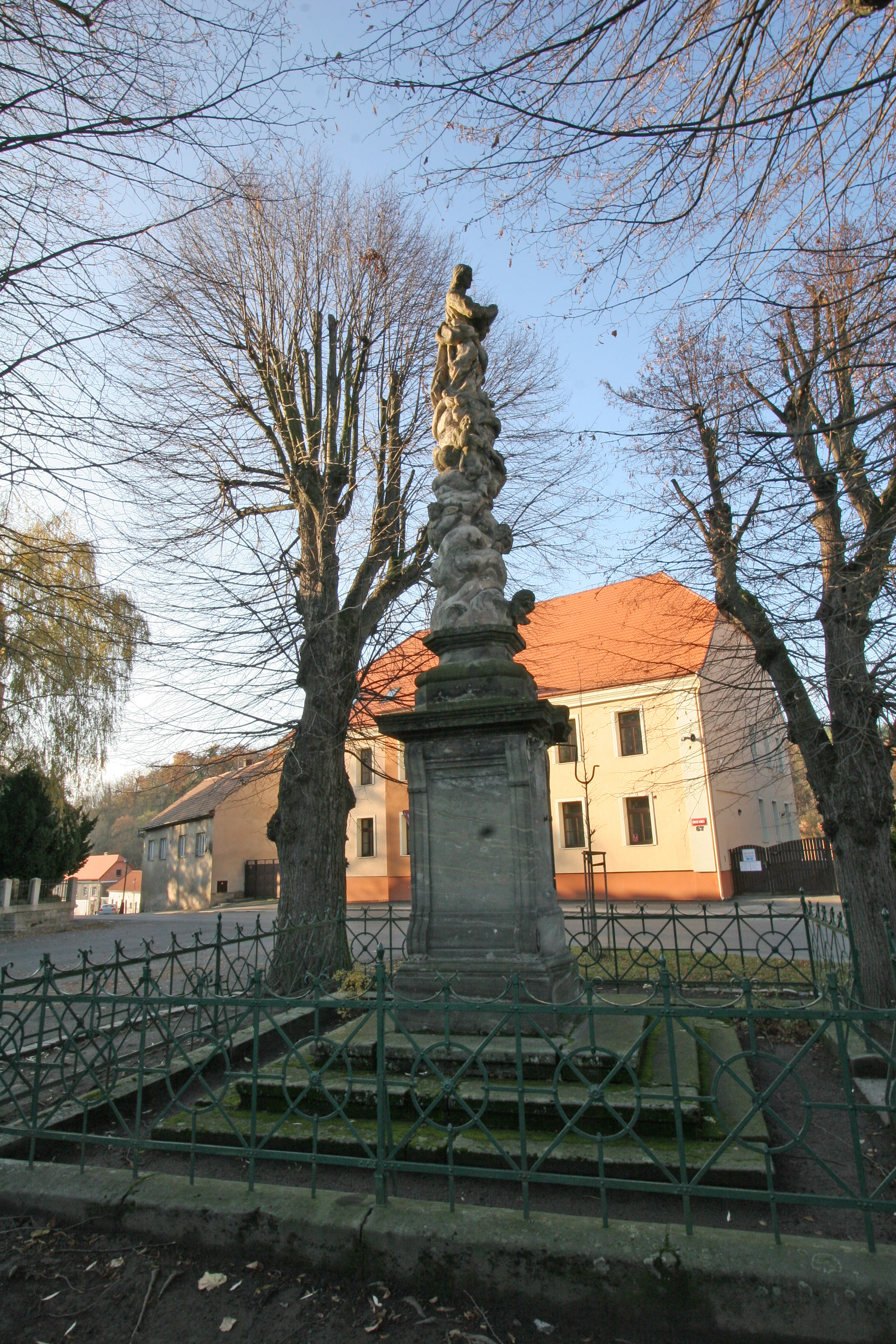
Mariensäule
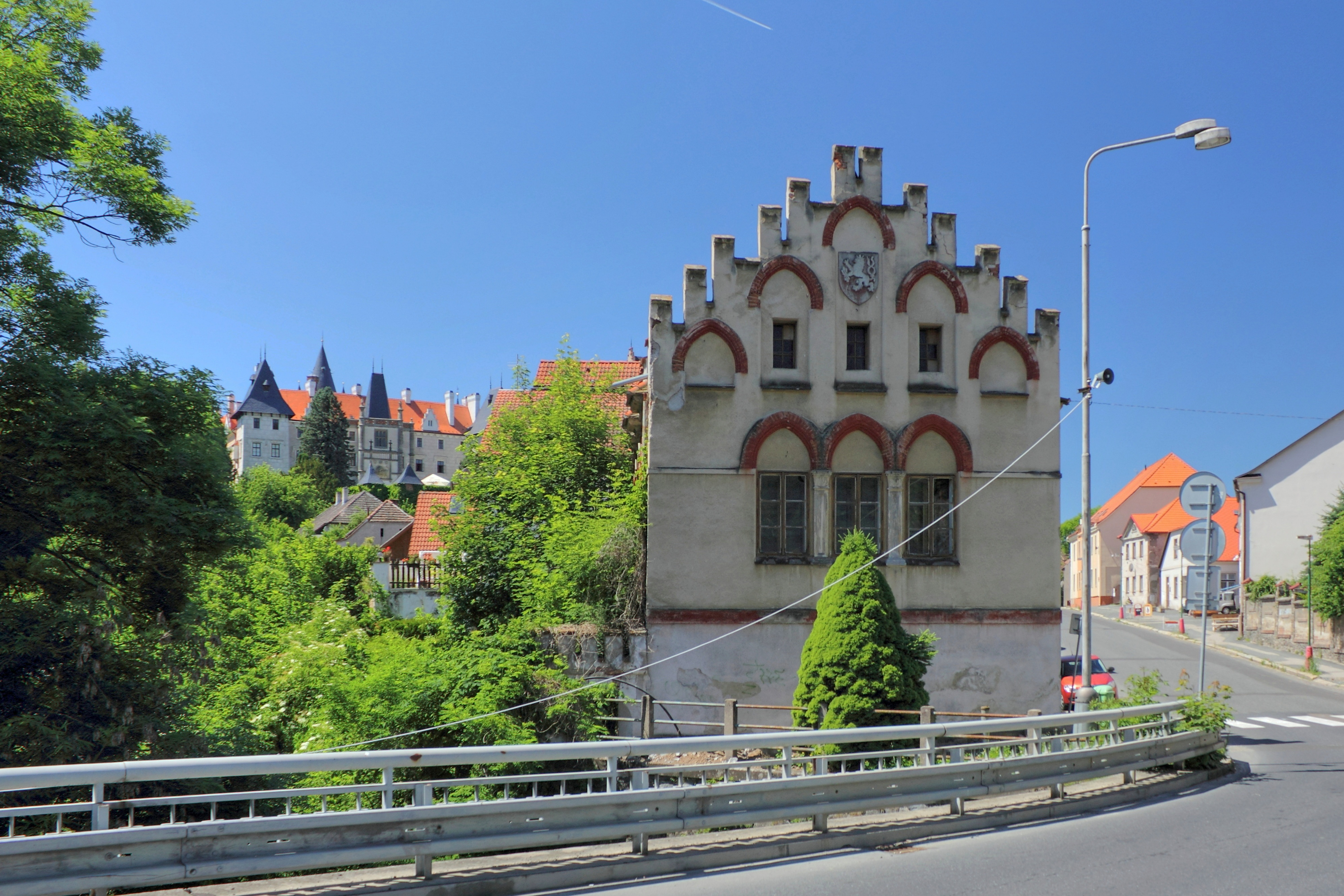
Altes Rathaus

## Söhne und Töchter der Gemeinde
- Ludmila Formanová (* 1974), ehemalige Mittelstreckenläuferin